# Xantharia murphyi
Xantharia murphyi är en spindelart som beskrevs av Christa L. Deeleman-Reinhold 200. Xantharia murphyi ingår i släktet Xantharia och familjen sporrspindlar. Inga underarter finns listade i Catalogue of Life.